# Seirophora aurantiaca
Seirophora aurantiaca är en art av lavar.
Arten förekommer endemisk på olika öar i norra Kanada som Banksön, Melvilleön och Victoriaön samt vid Cape Parry. Den når i kulliga områden 90 meter över havet. Seirophora aurantiaca hittas ofta nära strandlinjen eller i tundran där annan växtlighet är glest fördelad.
Beståndet hotas av landerosion vid stranden på grund av klimatförändringar. Arten hittades fram till 2020 endast vid 12 platser. IUCN befarar att hela populationen minskar med 75 procent under de följande tre generationer och listar arten som starkt hotad (EN).